# Song Jae-myung
Song Jae-myung (ur. 26 listopada 1974) – południowokoreański zapaśnik w stylu wolnym. Pięciokrotny uczestnik mistrzostw świata, trzeci w 2003. Srebro na igrzyskach azjatyckich w 2002 i 2006. Pierwszy na igrzyskach wschodniej Azji w 2001. Brązowy medal na mistrzostwach Azji 2000 roku. Drugi w Pucharze Azji w 2003.